# Həzi Aslanov
Pour les articles homonymes, voir Aslanov.
Həzi Aslanov (1910 - 1945) est un Azerbaïdjanais major général de l'Armée rouge durant la Seconde Guerre mondiale.
Il reçoit deux fois le titre de Héros de l'Union soviétique.

## Biographie

### Enfance et formation militaire
Həzi Aslanov est né le 22 janvier 1910, en Azerbaïdjan, à Lankaran ville située sur la côte de la Mer Caspienne près de la frontière avec l'Iran. Fils d'ouvrier, il a treize ans lorsqu'il doit travailler dans une Briqueterie après le décès de son père. Néanmoins il est repéré par le comité de quartier du Komsomol et envoyé à l'école militaire préparatoire de transcaucasie à Bakou, où il va étudier pendant cinq ans,.
En 1929, le Conseil militaire révolutionnaire de la région militaire de transcaucasie l'envoie poursuivre sa formation à l'école de cavalerie de Léningrad dont il sort diplômé en juin 1931. Il est nommé commandant de peloton du 15e régiment de cavalerie de la 3e division de cavalerie de Bessarabie (en), mais dès le mois d'août il est envoyé en formation à l'Académie militaire des forces blindées. En juin 1933 il est commandant d'un peloton dans une compagnie de chars et passe par différents postes dans la 2e division de fusiliers avant d'obtenir le grade de premier lieutenant en 1933. Cette même année il est muté à la 60e division de fusiliers,.
Il adhère au Parti communiste de l'Union soviétique en 1937, puis en mars 1938 devient responsable de la formation du bataillon de chars de la 60e division de fusiliers.

### Guerre
Le capitaine Həzi Aslanov débute sur le champ des opérations, en 1939, par une participation à l'invasion de la Pologne, appelée alors par les soviétiques « campagne de libération de la Biélorussie et de l'Ukraine occidentale », avant d'être envoyé sur le front finlandais de la « Guerre d'Hiver » où il commande une petite unité de blindés dans les combats sur l'isthme de Carélie, puis lors de l'enfoncement de la ligne Mannerheim.

## Distinctions
- Le 22 décembre 1942[6], il reçoit le titre de Héros de l'Union soviétique, l'Ordre de Lénine et l'Ordre de l'Étoile rouge[3].
- Le 21 juin 1991, à titre posthume, il reçoit pour la seconde fois le titre de Héros de l'Union soviétique[3].

## Hommage
- Une station du métro de Bakou porte son nom[7].